# Antwon Tanner
Antwon Tanner, född 1975, amerikansk skådespelare.
Tanner spelar Skills i TV-serien One Tree Hill.
Antwon Tanners förebild är Samuel L. Jackson, som han också spelat mot i filmen Coach Carter.

## Filmografi (urval)
- 2005 – Coach Carter
- 2003-2008 - One Tree Hill (TV-serie)